# Рагнхейдюр Рагнарсдоуттир
Рагнхейдюр «Рагга» Рагнарсдоуттир (исл. Ragnheiður „Ragga“ Ragnarsdóttir), также известная под псевдонимом Рагга Рагнарс (Ragga Ragnars; род. 24 октября 1984, Рейкьявик, Исландия) — исландская актриса и бывшая пловчиха, специализирующаяся на плавании вольным стилем. Исполнила роль Гуннхильд в сериале «Викинги».

## Биография
В интервью Фелихсу Бергссону на радиостанции Rás 2 Рагнхейдюр Рагнарсдоуттир заявила:
В школе меня всегда звали Рагга. Меня никогда не звали Рагнхейдюр, за исключением тех случаев, когда моя мать ругала меня.
В средней школе в Гардабайре изучала дизайн одежды.
Хорошо плавать начала в 11 лет.
В течение четырёх лет выступала за плавательный клуб «Хабнарфьордюр» (Sundfélag Hafnarfjarðar, SH) в Хабнарфьордюре. Установила несколько рекордов Исландии и выиграла несколько чемпионских титулов Исландии в плавании вольным стилем и в комплексном плавании.
В возрасте 19 лет участвовала в соревнованиях по плаванию на летних Олимпийских играх 2004 года в Афинах. Квалифицировалась на 50 метров вольным стилем и 100 метров вольным стилем. Заняла 31-е место в общем зачёте со временем 26,36 и 40-е место со временем 58,47 соответственно.
В начале зимы 2004—2005 года сломала на льду лодыжку.
В марте 2005 года перешла в Плавательное отделение футбольного клуба «Рейкьявик» (Sunddeild KR).
Для участия в летних Олимпийских играх 2008 года в Пекине квалифицировалась на те же соревнования: 50 метров вольным стилем и 100 метров вольным стилем (на чемпионате мира по водным видам спорта 2007 года в Мельбурне). Заняла 36-е место в общем зачёте со временем 25,82 и 35-е место со временем 56,35 соответственно.
Из-за беременности не участвовала в соревнованиях по плаванию на летних Олимпийских играх 2012 года в Лондоне, к которым упорно готовилась.
После рождения сына участвовала в нескольких соревнованиях, затем ушла из спорта и прошла обучение актёрскому мастерству в Нью-Йоркской киноакадемии в Лос-Анджелесе в штате Калифорния. Сначала прошла восьминедельный курс, а затем записалась на годичную программу обучения.
По желанию американского агента взяла себе псевдоним Рагга Рагнарс (Ragga Ragnars).
Сыграла роль Гуннхильд в сериале «Викинги», появившись впервые в 14-й серии 5-го сезона (2018). В 15-й серии 6-го сезона (2020) её героиня бросается в воду.
Озвучила королеву Сигрид в анимационном сериале Ark: The Animated Series (2024) по компьютерной игре Ark: Survival Evolved.

## Личная жизнь
В 2013 году вышла замуж за Атли Бьяднасона (Atli Bjarnason). В том же году у пары родился сын. В 2017 году развелись.